# Biegi narciarskie na Mistrzostwach Świata w Narciarstwie Klasycznym 2021 – sztafeta mężczyzn
Sztafeta 4 × 10 km mężczyzn – jedna z konkurencji rozgrywanych w ramach biegów narciarskich na Mistrzostwach Świata w Narciarstwie Klasycznym 2021. Zawody zostały rozegrane 5 marca 2021 roku. Tytułu bronili Norwegowie. Do startu przystąpiło 18 sztafet, lecz podczas biegu reprezentacje Polski, Łotwy, Węgier, Litwy i Brazylii zostały zdublowane.
Dwaj pierwszi zawodnicy pobiegli po 10 km techniką klasyczną. Po przebiegnięciu tego dystansu, dwaj kolejni zawodnicy biegli po 10 km techniką dowolną.

## Wyniki
| Miejsce | Nr | Reprezentacja     | Zawodnicy                                                                    | Czas                                      | Strata  |
| ------- | -- | ----------------- | ---------------------------------------------------------------------------- | ----------------------------------------- | ------- |
| 01 !    | 1  | Norwegia          | Pål Golberg Emil Iversen Hans Christer Holund Johannes Høsflot Klæbo         | 1:52:39,0 28:27,0 26:58,7 28:14,5 28:58,8 | —       |
| 02 !    | 2  | Ros. Fed. Narc.   | Aleksiej Czerwotkin Iwan Jakimuszkin Artiom Malcew Aleksandr Bolszunow       | 1:52:51,0 27:30,4 28:18,9 28:25,9 28:35,8 | +12,0   |
| 03 !    | 3  | Francja           | Hugo Lapalus Maurice Manificat Clément Parisse Jules Lapierre                | 1:53:51,6 28:15,4 27:24,9 28:25,4 29:45,9 | +1:12,6 |
| 4.      | 5  | Szwecja           | Johan Häggström Oskar Svensson Jens Burman William Poromaa                   | 1:53:55,5 28:24,9 27:22,3 28:18,7 29:49,6 | +1:16,5 |
| 5.      | 8  | Szwajcaria        | Beda Klee Dario Cologna Jason Rüesch Roman Furger                            | 1:54:11,2 28:15,8 27:22,7 28:41,8 29:50,9 | +1:32,2 |
| 6.      | 4  | Finlandia         | Ristomatti Hakola Iivo Niskanen Perttu Hyvärinen Joni Mäki                   | 1:54:28,4 28:15,1 27:11,0 28:48,6 30:13,7 | +1:49,4 |
| 7.      | 6  | Niemcy            | Jonas Dobler Janosch Brugger Lucas Bögl Friedrich Moch                       | 1:55:16,9 28:16,3 28:14,8 29:27,1 29:18,7 | +2:37,9 |
| 8.      | 9  | Stany Zjednoczone | David Norris Scott Patterson Simi Hamilton Gus Schumacher                    | 1:55:32,7 28:28,1 28:04,8 29:25,8 29:34,0 | +2:53,7 |
| 9.      | 17 | Japonia           | Naoto Baba Hiroyuki Miyazawa Takatsugu Uda Keishin Yoshida                   | 1:56:58,3 28:28,8 28:30,5 30:12,4 29:46,6 | +4:19,3 |
| 10.     | 11 | Kanada            | Graham Ritchie Antoine Cyr Russell Kennedy Remi Drolet                       | 1:57:10,9 28:17,4 27:56,4 29:44,5 31:12,6 | +4:31,9 |
| 11.     | 10 | Czechy            | Michal Novák Adam Fellner Petr Knop Jan Pechoušek                            | 1:57:37,1 28:17,0 28:15,2 29:22,7 31:42,2 | +4:58,1 |
| 12.     | 7  | Kazachstan        | Jewgienij Wieliczko Witalij Puchkało Olzhas Klimin Nail Baszmakow            | 2:00:20,2 28:26,6 28:04,6 31:58,9 31:50,1 | +7:41,2 |
| 13.     | 15 | Estonia           | Marko Kilp Kaarel Kasper Kõrge Alvar Johannes Alev Martin Himma              | 2:00:50,9 29:03,9 29:34,6 30:38,4 31:34,0 | +8:11,9 |
| 14.     | 18 | Polska            | Maciej Staręga Kamil Bury Dominik Bury Mateusz Haratyk                       | LAP 30:09,4 31:16,2 31:04,8               | –       |
| 15.     | 16 | Łotwa             | Raimo Vīgants Indulis Bikše Niks Saulītis Lauris Kaparkalējs                 | LAP 29:04,2 30:48,4                       | –       |
| 16.     | 14 | Węgry             | Ádám Kónya Kristóf Lágler Soma Gyallai Ádám Büki                             | LAP 32:15,4 33:21,2                       | –       |
| 17.     | 12 | Litwa             | Modestas Vaičiulis Tautvydas Strolia Edvinas Simonutis Paulius Januškevičius | LAP 32:59,5 32:47,8                       | –       |
| 18.     | 13 | Brazylia          | Manex Silva Steve Hiestand Matheus Vasconcellos Victor Santos                | LAP 33:38,3                               | –       |